# Ларс Альфорс
Ларс Валеріан Альфорс (фін. Lars Valerian Ahlfors; * 18 квітня 1907 — †11 жовтня 1996) — фінський і американський математик.

## Біографія
Народився в 1907 році в Гельсінкі. З 1924 по 1928 рік навчався в університеті Гельсінкі, де з 1933 по 1936 рік обіймав посаду ад'юнкт-професора. У 1936 разом з Джессі Дугласом Альфорс став одним з перших двох математиків, нагороджених Філдсівською премією. Нагорода була вручена йому за внесок у розвиток теорії ріманових поверхонь і розробку теорії квазіконформних відображень. У 1944 році він отримав пропозицію працювати в Швейцарській вищій технічній школі Цюриха, яку прийняв після закінчення війни в 1945 році, проте вже на наступний рік переїхав на роботу в США в Гарвардський університет, де перебував аж до виходу на пенсію в 1977 році. У 1981 році він був удостоєний Премії Вольфа з математики «за продуктивні відкриття і створення нових потужних методів в теорії геометричних функцій». Альфорс є автором кількох літературних праць: однією з найвідоміших його робіт є видана в 1953 році книга «Комплексний аналіз» (англ. Complex Analysis).